# Choisey
Choisey é uma comuna francesa na região administrativa de Borgonha-Franco-Condado, no departamento de Jura. Estende-se por uma área de 7,64 km², com ~1080 habitantes, segundo os censos de 2008, com uma densidade de 128 hab/km².